# Château de Strohburg
Le château de Strohburg, aussi appelé Strasburg ou Klein Strasburg, est un château fort en ruines autrefois situé sur les pentes orientales du Petit Ballon, sur le territoire de la commune de Wasserbourg dans le Haut-Rhin. Construit entre le début du XIe siècle et celui du XIIe siècle, le Strohburg est abandonné avant la fin du Moyen Âge et il n’en subsiste que le tracé des fossés et quelques tronçons de murs de faible hauteur.

## Nom
Le château porte des noms variables selon les documents : Strasburg chez Specklin en 1576, Schoepflin en 1761 et Sigmund von Billing en 1782, tandis que les plans de finage du XVIIIe siècle l’appellent Klein Strasburg. En revanche le cadastre napoléonien de 1812 l’appelle Strohburg et cette appellation, probablement due à un glissement de la prononciation, domine ensuite. C’est aussi au XIXe siècle qu’émerge une confusion durable avec le château de Wassenberg, chacun recevant parfois le nom de l’autre. Il est également à l’occasion confondu avec le Haneck et le Burgthalschloss, notamment chez Rothmuller.

## Localisation
Le château est situé dans la partie sud du ban de la commune de Wasserbourg, à l’extrémité d’une projection du Petit Ballon s’étendant vers le nord-ouest, entre les vallons du Krebsbach au nord et de Hanspenbach au sud. Installé sur un rocher dans la forêt du Kieferwald, à environ 880 m d’altitude, le château domine ainsi le village, qui se trouve au débouché des deux vallons, mais est lui-même dominé par la montagne, sa position à mi-pente ne lui fournissant aucun obstacle naturel de ce côté.

## Historique
Le château est construit entre le début du XIIe siècle et le début du XIIe siècle, probablement dans le contexte de l’essartage du vallon du Krebsbach et des pentes orientales du Petit Ballon, le château servant ainsi d’appui aux colons. Ces terres appartiennent alors pour une partie à l’évêché de Constance et pour le reste l’abbaye de Payerne, qui les ont progressivement reçus en don des rois des Francs au cours du Xe siècle. Il n’est cependant pas établi si le commanditaire est l’une des deux églises, un seigneur laïc ou les habitants de la région eux-mêmes. En effet, le contexte de la construction des autres châteaux des alentours, mieux connus mais postérieurs, laisse apparaître que les religieux étaient largement dépassées à la fois par l’exploitation incontrôlée de la vallée du Krebsbach par ses habitants et par des seigneurs laïcs cherchant à s’approprier le secteur. Toutefois, si les protagonistes des conflits du XIIIe siècle sont bien connus, aucune famille n’a été identifiée comme occupant possible au XIe siècle.
La date d’abandon du château n’est pas non plus connue avec précision. En particulier il n’est pas tranché s’il a été abandonné après la construction du Wassenberg ou détruit à la même époque que celui-ci à l’époque moderne.

## Architecture
Le haut-château (Kernburg) occupe le rocher à l’extrémité sud du site, face à la pente descendant du Petit Ballon, côté le plus exposé à une attaque. La surface constructible prend la forme d’un trapèze d’environ 23 × 14 m, mais le tracé de l’enceinte n’est plus que très partiellement visible et le rocher semble s’être écroulé du côté oriental. L’enceinte est une construction rudimentaire faite de pierres prélevées directement sur place, peu ou pas taillées et assemblées sans mortier. Le mur sud-ouest, face à l’attaque, mesure environ quatre mètres de large à la base, épaisseur qui semble davantage liée à la nécessité d’avoir une base stable pour compenser la mauvaise qualité de la construction que par la recherche d’un avantage défensif. Le reste de l’enceinte est moitié moins épais, peut-être du fait d’une hauteur inférieure. Elle était par ailleurs probablement coiffée de superstructures en bois. Quelques vestiges de murs indiquent que l’espace intérieur était occupé par des constructions, mais leur plan demeure indéterminé.
Au nord du haut-château se trouve la basse-cour, d’une surface d’environ 22 × 18 m. Elle n’est identifiable que par l’espace laissé vacant : aucun vestige de mur n’est visible ce qui laisse à penser qu’elle était simplement ceinte d’une palissade et occupée par des constructions en bois. La présence d’une seconde basse-cour au nord-ouest de la première est possible, mais contestée.